# The Budget
The Budget è un settimanale statunitense della comunità Amish. Il settimanale non riporta cronaca nera e riporta le notizie sotto forma di missive.

## Storia
Fondato nel 1890 da John C. Miller, soprannominato "Budget John", nel 2000 è stata creata la versione on-line. Questa scelta ha creato molto scalpore, in quanto contraria alla filosofia della comunità Amish di vivere senza l'ausilio della tecnologia.